# Station Hamburg-Rissen
Station Hamburg-Rissen (Haltepunkt Hamburg-Rissen, kort Haltepunkt Rissen) is een spoorwegstation in het stadsdeel Rissen van de Duitse plaats Hamburg, in de gelijknamige stadstaat. Het station is onderdeel van de S-Bahn van Hamburg en alleen treinen van de S-Bahn kunnen hier stoppen. Het station werd op 1 december 1883 geopend, gelijktijdig met de spoorlijn van Blankenese naar Wedel. Door de uitbreiding van de B431 moest station Rissen wijken. Deze kwam naast het oude station, een aantal meter lager te liggen (Rissener Canyon) en werd in 1983 geopend.

## Treinverbindingen
De volgende S-Bahnlijn doet station Rissen aan:
| Serie | Treinsoort        | Route | Bijzonderheden |
| ----- | ----------------- | --- | -------------- |
|       | S-Bahn (DB Regio) | Hamburg Airport – /Poppenbüttel – Ohlsdorf – Barmbek – Berliner Tor – Hauptbahnhof – Altona – Blankenese – Rissen – Wedel |                |